# 新波赫丹尼夫卡 (克拉斯諾赫拉德區)
新波赫丹尼夫卡是烏克蘭東部哈爾科夫州别列斯京区的村落，始建於1920年，面積0.11平方公里，海拔高度109米；2001年人口26人，人口密度每平方公里236.4人。